# Say You Love Me (Simply Red)
Say You Love Me is een nummer van de Britse band Simply Red uit 1998. Het is de tweede single van hun zesde studioalbum Blue.
"Say You Love Me" is een ballad, die volgens de krant Daily Record een zomers geluid kent. Het nummer werd een grote hit in het Verenigd Koninkrijk, waar het de 7e positie behaalde. In het Nederlandse taalgebied had het nummer iets minder succes; met een 16e positie in de Nederlandse Tipparade en een 4e positie in de Vlaamse Tipparade.